# Луганчик
Луганчик — річка в Україні, права притока Сіверського Дінця.
Басейн Дону. Довжина 83 км. Площа водозбірного басейну 636 км². Похил 3,5 м/км. Долина трапецієподібна асиметрична, завширшки 2—3 км місцями до 6 км. Заплава двостороння, шириною до 300–500 м, подекуди заболочена. Річище звивисте, шириною 3—5 м, глибиною 0,5—1 м, на окремих ділянках розчищене і обваловане. На річці споруджене водосховище, є понад 10 ставків. Використовується на сільськогосподарське та побутові потреби, водопостачання, зрошення.
Бере початок з джерела біля с. Червона Поляна на північних схилах Донецького кряжа. Тече по території Антрацитівського, Лутугинського, Сорокинського та Станично-Луганського районів Луганської області. У річку потрапляють стічні шахтні води. У долині є джерела мінеральних вод, які використовують для водолікування.
На лівому березі річки розташований Волнухинський заказник.
Притоки: Оріхова (права).